# دانشگاه بغازیچی
دانشگاه بغازیچی (به ترکی استانبولی: Boğaziçi) یکی از دانشگاه‌های ترکیه است که در تپه‌های ببک استانبول واقع شده است.

## پیشینه
دانشگاه بغازیچی با نام پیشین «کالج روبرت» نخستین نهاد آموزش عالی خارج از خاک ایالات متحده آمریکا است که در سال ۱۸۶۳ (میلادی) با پشتیبانی بازرگانی به همین نام آغاز به کار کرد. مدیریت این دانشگاه تا سال ۱۹۷۱ بر عهده آمریکایی‌ها بود. این سال، مدیریت دانشگاه به دولت ترکیه واگذار شد. از آن پس، این دانشگاه، کنش‌های آموزشی خود را با همان رویه‌های پیشین، ادامه داده است.

## رشته‌های تحصیلی
دانشکده تربیت معلم: آموزگاری رشته‌های رایانه و فناوری‌های آموزشی، علوم پایه، فیزیک، ریاضیات دوره ابتدایی، زبان انگلیسی، شیمی، ریاضیات پیش‌دبستانی، مشاوره و راهنمایی
دانشکده علوم پایه و ادبیات: فلسفه، فیزیک، زبان و ادبیات انگلیسی، شیمی، ریاضیات، زیست‌شناسی مولکولی و ژنتیک، روان‌شناسی، جامعه‌شناسی، تاریخ، زبان و ادبیات ترکی، مطالعات رسانه‌های اجتماعی
دانشکده اقتصاد و علوم اداری: اقتصاد، مدیریت، علوم سیاسی، و روابط بین‌الملل
دانشکده مهندسی: مکانیک، رایانه، برق، الکترونیک، صنایع، عمران، شیمی، ماشین‌آلات
مدرسه علوم عملی: مدیریت گردشگری، بازرگانی بین‌الملل، سامانه‌های انفورماتیک مدیریت
مدرسه زبان‌های خارجی: مترجمی زبان انگلیسی

## شهریه تحصیلی
در سال تحصیلی ۲۰۲۰–۲۰۲۱ دانشگاه بغازیچی بر پایه رشته تحصیلی شهریه دریافت می‌کند. اگر دانشجویی در دوره تحصیلی، ممتاز شناخته شود از تخفیف و بورسیه تحصیلی دانشگاه هم برخوردار می‌شود.

### کارشناسی
- هزینهٔ تحصیلی سالیانه دانشجو در دانشکده ادبیات و علوم پایه: ۱۲۸۲ لیره
- هزینهٔ تحصیلی سالیانه دانشجو دردانشکده اقتصاد: ۱۱۵۵ لیره
- هزینهٔ تحصیلی دانشجو در دانشکده فنی مهندسی:۱۵۳۰ لیره

### کارشناسی ارشد و دکترا
هزینه تحصیلی دانشجو در مقاطع کارشناسی ارشد و دکترا سالیانه ۴۵۰۰ لیر است.

## امکانات آموزشی و رفاهی
دانشگاه بغازیچی در بخش‌های مهندسی، علوم اجتماعی، علوم پایه، علوم آموزشی، آموزش کاری، و هنرهای زیبا از موقعیت خوبی برخوردار است. زبان آموزشی در این دانشگاه، زبان انگلیسی است. شمار دانشجویان آن بیش از ۱۶ هزار نفر و شمار کادر علمی آن ۹۱۹ نفر و نسبت استاد به دانشجو ۱ به ۱۰ است.
دانشگاه بغازیچی دارای امکانات کتابخانه، رصدخانه، مؤسسات علمی و پژوهشی، مرکز بهداشت، آزمایشگاه، خوابگاه دانشجویی، امکانات ورزشی و… است.
کتابخانه: دانشگاه بغازیچی در سال ۱۸۶۳ با ۲۰۰ قفسه کتاب اهدایی از سوی مدرسه حقوق دانشگاه هاروارد آغاز به کار کرد. این کتابخانه در سال ۲۰۰۵ نزدیک به ۳۰۰ هزار کتاب به زبان‌های گوناگون داشت. دانشجویان علاوه بر کتاب، از نشریات دوره‌ای، کتب مرجع و آثار مربوط به خاور نزدیک نیز بهره‌مند می‌شوند. کتب و مجلات زیادی به خط بریل و آثار صوتی برای استفاده دانشجویان نابینا در کتابخانه موجود است.
دانشگاه بغازیچی، هفت خوابگاه دانشجویی با ظرفیت ۲۵۰۰ نفر و آپارتمان‌های لوکس برای زندگی ۴۸۶ دانشجو دارد. یک سالن غذاخوری بزرگ به همراه ۴ بوفه در مجتمع دانشگاه وجود دارد که نهار و شام در آنها سرو می‌شود.
دانشگاه امکانات زیادی برای انواع ورزش‌ها چون فوتبال آمریکایی، بدمینتون، دوچرخه‌سواری، آیروبیک (نرمش هوازی)، بدن‌سازی، شمشیربازی، قایق‌سواری، شنا، واترپلو و…برای دانشجویان فراهم کرده است. دانشجویان در ۳۰ باشگاه فرهنگی دانشگاه در امور عکاسی، ادبیات، فیلم، رادیو، شطرنج، موسیقی ترکی و… فعالیت می‌کنند.

## رتبهٔ داخلی و خارجی
دانشگاه بغازیچی در سطح ملی، رتبه نخست را به خود اختصاص داده و در سطح جهانی بر پایه رده‌بندی موسسات QS ,Times و U.S.News در رتبه‌های ۲۳۰ تا ۴۰۰ در سال ۲۰۱۸ قرار دارد.

## کنش سیاسی
در ۱ ژانویه ۲۰۲۱ رجب طیب اردوغان رئیس‌جمهور ترکیه با حکمی رئیس دانشگاه بوغازیچی" را عوض کرد. این کار با مخالفت دانشجویان و استادان دانشگاه، مواجه شد و چند درگیری جدی بین مخالفان و موافقان اردوغان پیش آمد؛ زیرا به معنی دخالت دولت ترکیه در نهادهای غیر دولتی بود. منتقدان اردوغان، این کار وی را به معنی تلاش وی برای در درست گرفتن همه نهادهای دولتی و مدنی می‌دانند.